# Filthy Rich
Filthy Rich est une série télévisée américaine en dix épisodes de 42-44 minutes, développée par Tate Taylor et diffusée entre le 21 septembre et le 30 novembre 2020 sur le réseau Fox et au Canada en simultané sur le réseau CTV, puis sur CTV 2 pour les trois derniers épisodes.
Il s'agit d'une adaptation de la série télévisée néo-zélandaise du même titre, créée par Rachel Lang et Gavin Strawhan.
En France, elle a été diffusée entre le 3 janvier et le 31 janvier 2021 sur Téva. En Belgique, elle est diffusée depuis le 12 mars 2021 sur le service Disney+, via la chaîne virtuelle Star. Néanmoins, elle reste pour le moment inédite dans tous les pays francophones.  

## Synopsis
Dans les sud des États-Unis, la riche et puissante famille Monreaux dirige la très conservatrice chaîne de télévision catholique Sunshine Network. Mais si les Monreaux forment en apparence une famille parfaite, ils cachent de nombreux secrets. Le père, Eugene, est infidèle et enchaîne les conquêtes dans le dos de sa femme, Margaret, qui doit accepter de voir son mari diriger la chaîne qu'elle a pourtant aidée à fonder et dont elle est l'animatrice vedette.
Quand Eugene meurt dans un crash d'avion, Margaret se retrouve dans l'obligation de gérer la chaîne. Mais la famille va traverser une véritable crise quand ils vont découvrir l'existence de Ginger, Antonio et Jason, les enfants illégitimes d'Eugene qui comptent bien ne pas se laisser écraser par Margaret.

## Distribution

### Acteurs principaux
- Kim Cattrall (VF : Micky Sébastian) : Margaret Monreaux
- Melia Kreiling (VF : Olivia Nicosia) : Ginger Sweet
- Steve Harris (VF : Jean-Paul Pitolin) : Franklin Lee
- Aubrey Dollar (VF : Karine Foviau) : Rose Monreaux
- Corey Cott (en) (VF : Théo Frilet) : Eric Monreaux
- Benjamin Levy Aguilar (VF : Julien Bouanich) : Antonio Rivera
- Mark L. Young (en) (VF : Martin Faliu) : Jason / Mark Conley
- Olivia Macklin (VF : Zina Khakhoulia) : Becky Monreaux
- Aaron Lazar (en) (VF : Xavier Fagnon) : révérend Paul Luke Thomas
- Gerald McRaney (VF : Philippe Ariotti) : Eugene Monreaux

### Acteurs récurrents
- Deneen Tyler (VF : Virginie Emane) : Norah Ellington
- Aqueela Zoll (VF : Diane Dassigny) : Rachel
- Rachel York (VF : Myrtille Bakkouche) : Tina Sweet
- Cranston Johnson (VF : Baptiste Marc) : Luke Taylor
- Annie Golden (VF : Colette Venhard) : Ellie
- Alanna Ubach (VF : Emmanuelle Rivière) : Yopi Candalaria
- Kenny Alfonso (VF : Roland Timsit) : Don Bouchard
- Carl Palmer (VF : Gérard Darier) : Townes Dockerty
- Thomas Francis Murphy (VF : Pierre Margot) : Hagamond Sheen
- Gia Carides (VF : Anne Rondeleux) : Veronica Dockerty

 Source et légende : version française (VF) sur RS Doublage

## Production

### Développement
En octobre 2017, Fox passe la commande d'un épisode pilote pour un remake de série télévisée néo-zélandaise Filthy Rich, développé par Tate Taylor et produit par Imagine Television Studios. Néanmoins, le projet mis de côté, Taylor étant occupé par la réalisation du film Ava. L'année suivante, la chaîne décide de relancer le projet qui sera également produit par le studio 20th Century Fox Television.
Satisfaite par le pilote, la chaîne passe la commande d'une première saison en mai 2019. Au moment de la commande de la série, le studio 20th Century Fox Television et la chaîne Fox ne font plus partie du même groupe, le studio ayant été racheté par The Walt Disney Company mais pas la chaîne. Fox se joint donc la production de la série via son studio maison, Fox Entertainment.
La série devait être lancée à la rentrée 2019, mais à la suite de soucis d'emplois du temps de Tate Taylor, le lancement est fixé pour le printemps 2020. Le lancement est par la suite une nouvelle fois repoussé suite de la pandémie de Covid-19 qui a entrainé l'arrêt de nombreux tournages. La première saison ayant terminée sa production avant la pandémie, Fox décide donc de repousser le lancement à la rentrée 2020 afin de pouvoir proposer des nouveautés à ses téléspectateurs pour le début de la saison 2020-21.
Le 30 octobre 2020, Fox annonce l'annulation de la série en raison d'audiences jugées décevantes. Néanmoins, la chaîne confirme qu'elle diffusera la saison jusqu'au bout.

### Distributions des rôles
En février 2019, Kim Cattrall rejoint la distribution pour interpréter la matriarche de la famille Monreaux, Margaret. L'actrice signe également pour co-produire la série. Parallèlement, la chaîne annonce la présence d'Aubrey Dollar, Benjamin Levy Aguilar, Corey Cott et Mark L. Young. En mars 2019, Gerald McRaney signe pour le rôle du père et directeur de Sunshine Network, Eugene. Il est suivi par Steve Harris, Melia Kreiling, David Denman et Olivia Macklin.
En juillet 2019, David Denman quitte la série. L'acteur Steven Pasquale est alors engagé pour le remplacer dans le rôle du révérend Paul Luke Thomas. Néanmoins, ce dernier quitte à son tour la série et est remplacé par Aaron Lazar en septembre 2019. Il est suivi par Alanna Ubach et Rachel York qui signent pour des rôles récurrents,.

### Tournage
Le tournage de l'épisode pilote s'est déroulé en avril 2019 à La Nouvelle-Orléans. Une fois la série commandée, le tournage a commencé le 9 septembre 2019, toujours à La Nouvelle-Orléans.

## Épisodes
1. Gardez la foi ! (Pilot)
2. Le Chemin sera long (John 3:3)
3. Un Loup parmi les brebis (Psalm 25:3)
4. Un Cercle de femmes (Romans 8:30)
5. Mardi gras (Proverbs 20:6)
6. Le Faux prophète (Hebrews 9:15)
7. L'Heure du choix (2 Corinthians 3:17)
8. Le Combat (James 4:1)
9. Retrouver Jésus (Romans 12:21)
10. Apocalypse (1 Corinthians 3:13)